# God Is a DJ
„God Is a DJ” – drugi singel promujący trzeci album studyjny amerykańskiej wokalistki pop-rockowej Pink pt. Try This, wydany w pierwszym kwartale 2004 roku. Utwór znalazł się na ścieżce dźwiękowej do filmu Wredne dziewczyny.

## Zawartość singla
Brytyjski singel CD
1. „God Is a DJ” (radio edit)
2. „Trouble” (Hyper remix)

Brytyjski maxi singel
1. „God Is a DJ” (radio edit)
2. „Trouble” (acoustic)
3. „God Is a DJ” (D-Bop remix)